# Tropidocephala saccharivorella
Tropidocephala saccharivorella är en insektsart som beskrevs av Matsumura 1907. Tropidocephala saccharivorella ingår i släktet Tropidocephala och familjen sporrstritar. Inga underarter finns listade i Catalogue of Life.